# Jean Filiol
Jean Filiol (Bergerac, 12 maggio 1909 – ...) è stato un criminale francese.
Affiliato a una organizzazione fascista francese, fu responsabile di diversi omicidi, in particolare di quello dei fratelli Rosselli.

## Biografia
Abbandonati gli studi a 16 anni, dopo il servizio militare s'impiegò nel 1930 come tipografo a Parigi. Divenuto militante dell'Action française, diresse la 17ª squadra dei Camelots du Roi, l'organizzazione paramilitare dell'organizzazione fascista francese. Fu assai attivo nel corso della violenta manifestazione delle Leghe, il 6 febbraio 1934 a Place de la Concorde a Parigi.
Nel 1935 aprì una cartoleria con tipografia annessa e l'anno dopo fondò con l'ingegnere Eugène Deloncle la Cagoule o Comité secret d'action révolutionnaire (CSAR), un gruppo di estrema destra che a partire dal 1935 lanciò una serie di azioni terroristiche contro il regime repubblicano.
Soprannominato dai suoi stessi compagni le tueur ('l'assassino'), il 13 febbraio 1936 tentò di uccidere con una baionetta il dirigente socialista Léon Blum; il 24 gennaio 1937 uccise a pugnalate il russo Dimitri Navachin, direttore della Banca Commerciale per l'Europa del Nord a Parigi e il 9 giugno 1937 guidò il commando che uccise Carlo Rosselli e suo fratello Nello a Bagnoles-de-l'Orne per conto del Servizio informazioni militare italiano. A seguito dell'omicidio si nascose prima a Parigi e poi espatriò in Italia, a Sanremo, dove la Cagoule aveva una base protetta dal regime italiano. Alla richiesta di estradizione avanzata dalle autorità francesi, quelle italiane lo fecero rifugiare in Spagna dove, a San Sebastián, organizzò traffici di armi e speculazioni valutarie.
Nel 1941, con l'occupazione tedesca e la instaurazione del regime collaborazionista di Vichy, rientrò in Francia e raggiunse il gruppo dirigente del Mouvement social révolutionnaire di Deloncle, all'interno del quale venne messo alla guida del servizio informazioni. Il 14 maggio 1942 organizzò la defenestrazione di Deloncle ma nel novembre venne fatto arrestare da Pierre Laval, convinto che vi fosse un collegamento tra Filiol e un tentativo di assassinio di cui avrebbe dovuto essere vittima.
L'amico di sempre Joseph Darnand, capo della Milice, la polizia segreta di Vichy, lo fece liberare all'inizio del 1944, mettendolo alla guida del servizio informazioni della Milice del Limousin. Collaboratore dei tedeschi, nel giugno 1944 fu coinvolto nella strage compiuta dalle SS nel villaggio di Oradour-sur-Glane. Con la liberazione della Francia, Filiol si rifugiò in Italia con i legionari di Darmand e il 23 marzo 1945 venne leggermente ferito in un conflitto a fuoco con i partigiani a Grosio, in Valtellina.
Condannato a morte in contumacia dalle nuove autorità francesi, riparò in Spagna con la protezione e il finanziamento degli industriali francesi già finanziatori della Cagoule; diresse infatti la filiale spagnola della Oréal e in Spagna morì in una data imprecisata.